# Reserva de la biosfera del Cilento y Valle de Diano
La Reserva de la biosfera del Cilento y Valle de Diano, creada en 1997, tiene una extensión de 3955 km², con un núcleo de 228 km², de los que 35,6 km² son áreas marinas. Se superpone al Parque nacional de Cilento y valle de Diano, que tiene 1800 km², en la Campania, al que añade sus áreas contiguas. Está formado por varios valles fluviales en el centro sur de Italia que descienden hasta el mar Tirreno. El Vallo de Diano o Valdiano es una fértil cuenca de origen tectónico entre 450 y 480 m de altitud, formada por 15 municipios y 829 km², que fue un lago en el Pleistoceno, rodeada al norte por los montes de la Maddalena y al oeste por el Cilento, subregión montañosa entre los golfos de Salerno y Policastro. 

## Biogeografía
Las montañas dolomíticas poseen los rasgos típicos del karst, con dolinas y cuevas. La costa consiste en acantilados, bahías y playas de arena, con cuevas marinas y manantiales de agua dulce. La vegetación esclerófila mediterránea se divide en diversos hábitats según la altitud, desde la garriga costera a los bosques de robles, carpes, arces y retazos de hayedos en las alturas, con praderas en las cumbres. En la zona se han sucedido diversas culturas, empezando por la musteriense, la de gaudo y la de Villanova. 

## Patrimonio de la humanidad
En 1991, el parque fue inscrito en el patrimonio de la humanidad de la Unesco, con los restos arqueológicos de Paestum, Velia y la Cartuja de Padula. El logo del parque es una prímula, Primula palinuri, endémica entre el cabo Palinuro y la costa Maratea. En el área también se incluyen la Reserva natural de Foce-Sele-Tanagro, con el oasi de Persano, un humedal catalogado como sitio Ramsar, y la reserva marítima de Punta Licosa, en el municipio de Castellabate.